# Philemon Thomas

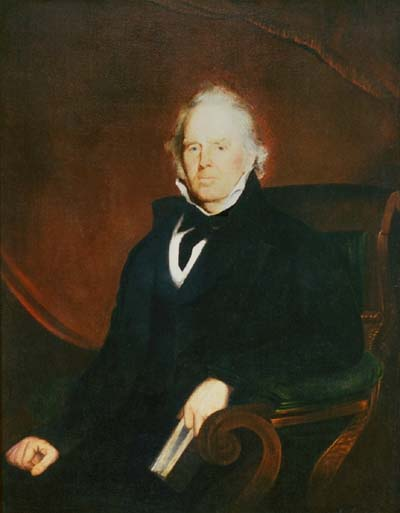
Philemon Thomas (Gemälde von George Healy, 1845)

Philemon Thomas (* 9. Februar 1763 im Orange County, Colony of Virginia; † 18. November 1847 in Baton Rouge, Louisiana) war ein US-amerikanischer Politiker. Zwischen 1831 und 1835 vertrat er den Bundesstaat Louisiana im US-Repräsentantenhaus.

## Werdegang
Philemon Thomas besuchte die öffentlichen Schulen seiner Heimat. Trotz seiner Jugend nahm er als Soldat der Kontinentalarmee am Unabhängigkeitskrieg teil. Nach dem Krieg ließ er sich im Mason County in Kentucky nieder. Dort begann er eine politische Laufbahn. Er war Mitglied der verfassungsgebenden Versammlung des Staates Kentucky. Zwischen 1796 und 1799 saß er als Abgeordneter im Repräsentantenhaus von Kentucky; von 1800 bis 1803 gehörte er dem Staatssenat an.
Im Jahr 1806 zog Thomas nach Louisiana, wo er sich am unteren Mississippi niederließ. Auch in seiner neuen Heimat setzte er seine politische Laufbahn fort und wurde in das Repräsentantenhaus von Louisiana gewählt. Im Jahr 1810 führte er einen Aufstand gegen die benachbarten Spanier an und eroberte eine von deren Festungen in der Nähe von Baton Rouge. Hintergrund war die ungelöste Grenzfrage von Westflorida, das damals noch in spanischem Besitz war. Nach dem von Thomas angeführten Aufstand wurden die Spanier aus diesem Gebiet vertrieben. 1819 fiel dann ganz Florida an die Vereinigten Staaten. Während des Britisch-Amerikanischen Krieges von 1812 war Philemon Thomas Generalmajor der Miliz von Louisiana. Nach dem Krieg zog er nach Baton Rouge.
Thomas schloss sich der von dem späteren Präsidenten Andrew Jackson gegründeten Demokratischen Partei an. Bei den Kongresswahlen des Jahres 1830 wurde er im zweiten Wahlbezirk von Louisiana in das US-Repräsentantenhaus in Washington, D.C. gewählt, wo er am 4. März 1831 die Nachfolge von Henry Hosford Gurley antrat. Nach einer Wiederwahl konnte er bis zum 3. März 1835 zwei Legislaturperioden im Kongress absolvieren. In dieser Zeit wurde innerhalb und außerhalb des Kongresses heftig über die Politik von Präsident Jackson diskutiert. Dabei ging es um die umstrittene Durchsetzung des Indian Removal Act, den Konflikt mit dem Staat South Carolina, der in der Nullifikationskrise gipfelte, und die Bankenpolitik des Präsidenten.
Nach dem Ende seiner Zeit im US-Repräsentantenhaus zog sich Philemon Thomas aus der Politik zurück. Er starb am 18. November 1847 in Baton Rouge.